# Starfleet
 (décembre 2023).
Si vous disposez d'ouvrages ou d'articles de référence ou si vous connaissez des sites web de qualité traitant du thème abordé ici, merci de compléter l'article en donnant les références utiles à sa vérifiabilité et en les liant à la section « Notes et références ».
Dans l'univers de fiction de Star Trek, Starfleet  ou Flotte spatiale (au Québec) ou encore F.I (diminutif de Flotte Intersidérale, en France) est une organisation dépendant de la Fédération des planètes unies, chargée de l'exploration de la Galaxie et de la défense de l'espace de la Fédération.

## Missions
La mission première de Starfleet est de récolter autant d'informations que possible concernant l'Univers, comme l'illustre parfaitement sa devise : « Ex Astris Scientia » (« Des étoiles, la science »). Les équipages des vaisseaux de Starfleet sont ainsi chargés d'explorer des mondes nouveaux et étranges, de découvrir de nouvelles formes de vie et de nouvelles civilisations et d'avancer vers l'inconnu. Leurs missions sont toutefois régies par un certain nombre de directives dont la Directive Première.
Starfleet assure par ailleurs un rôle défensif (ce qui explique que ses navires soient armés), voire offensif lorsque les circonstances l'exigent et lorsque la voie diplomatique a échoué.

## Histoire
Bien qu'aucune date officielle de création n'ait été donnée, la série Star Trek: Enterprise a établi qu'une organisation nommée Starfleet existait déjà en 2151, dix ans avant la Fédération. Cependant, Starfleet était alors une organisation terrienne et il est probable qu'un nouveau Starfleet relevant de la Fédération des planètes unies a succédé à l'ancien Starfleet au moment de la création de la fédération. Cette distinction entre les deux entités est attestée par le fait que la plaque commémorative de l'U.S.S. Enterprise NCC-1701-D mentionne que ce vaisseau est le cinquième à porter ce nom et non le sixième.
En 2257, Starfleet compte environ sept mille vaisseaux, d'après l'intelligence artificielle Contrôle.

## Vaisseaux célèbres
La flotte de la Fédération a eu six célèbres vaisseaux nommés USS Enterprise dont la mission était l'exploration.
Ces six vaisseaux ont porté les immatriculations NCC-1701 pour le premier, NCC-1701-A à NCC-1701-E pour les suivants. Un autre Enterprise a eu l'immatriculation NX-01; il s'agit d'un prototype n'étant pas dans la série des NCC-1701. Commandé par le capitaine Archer, il a volé une centaine d'années avant le NCC-1701 du capitaine Kirk.
Les autres vaisseaux réputés de la flotte sont l'USS Defiant (immatriculation NX-74205), premier vaisseau de Starfleet conçu exclusivement pour la guerre et chargé de défendre la station Deep Space Nine contre la menace du Dominion; l'USS Voyager (immatriculation NCC-74656), perdu dans le Quadrant Delta et qui mit plus de sept ans à rejoindre la Terre et l'USS Discovery (immatriculation NCC-1031), unique vaisseau équipé d'une propulsion sporique permettant un voyage instantané dans toute la galaxie.

## Organisation
Starfleet est dirigé par un commandant en chef, en l'occurrence un officier au grade d'amiral de la flotte. En plus des vaisseaux, Starfleet est dotée aussi de bases stellaires et de stations spatiales dont la plus connue est Deep Space Nine.

### Principales subdivisions
- Le Quartier Général de Starfleet (ou Starfleet Command), basé au Presidio de San Francisco.
- La Division des Opérations de Starfleet (ou Starfleet Operations), également installée à San Francisco.
- Le Département Tactique de Starfleet (ou Starfleet Tactical).
- Les Services de Sécurité de Starfleet (ou Starfleet Security).
- Le Corps des Ingénieurs de Starfleet (ou Starfleet Engineering Corps).
- Le Département Scientifique de Starfleet (ou Starfleet Science).
- Le Centre de Recherche et de Développement de Starfleet (ou Starfleet Research and Development).
- Le Centre de Communication de Starfleet (ou Starfleet Communication), dont les locaux se trouvent à San Francisco.
- Le Département Médical de Starfleet (ou Starfleet Medical), installé dans la même ville de Californie.
- Les Services de Renseignement de Starfleet (ou Starfleet Intelligence), dont la Section 31.
- L'Académie de Starfleet (ou Starfleet Academy), dont le campus principal est au Presidio de San Francisco. Il existe également d'autres campus, dont un à Marseille.